# Матн (район)
Матн (араб. قضاء المتن‎) — один из 25 районов Ливана, входит в состав провинции Горный Ливан.
Административный центр района — город Эль-Джудейда.

## География
Район расположен в западной части Ливана и занимает площадь 265 км². На севере граничит с районом Кесерван, на юге — с районом Баабда, на востоке — с районом Захле, на юго-западе — со столичным районом Бейрут, так что в состав Матна входят северные пригороды Бейрута. С высот Матна открываются прекрасные виды на Средиземное море, которое омывает северо-запад региона.  Средиземного моря. Большинство населения составляют христиане различных конфессий (марониты — 44 %), имеются мусульмане и друзы.

## История
Район Матн — родина нынешнего маронитского патриарха Бешара Бутроса эль-Раи и ливанского президента Жозефа Ауна.
4 июля 1980 года в Матне произошёл бой между маронитскими вооружёнными формированиями: фалангистами и «Милицией Тигров». Погибли 16 человек. За этим боем через 3 дня последовала Резня в Сафре, иногда именуемая «днём длинных ножей».

## Муниципалитеты
Административно район разделён на 48 муниципалитетов.